# ديفيد كايزر
ديفيد كايزر (بالإنجليزية: David Kaiser) (و. 1971 – م) هو فيزيائي، وأستاذ جامعي من الولايات المتحدة الأمريكية .
وهو عضواً في الجمعية الفيزيائية الأمريكية، والأكاديمية الأمريكية للفنون والعلوم .

## التعليم
تعلم في دارتموث، وجامعة هارفارد

## مناصب وهيئات
أدار معهد ماساتشوستس للتكنولوجيا.

## جوائز
حصل على جوائز منها:
- Watson, Helen, Miles, and Audrey Davis Prize [الإنجليزية]‏ (2013).